# Estación Pourtalé
Pourtalé es una estación ferroviaria ubicada en el paraje rural del mismo nombre, partido de Olavarría, Provincia de Buenos Aires, Argentina.

## Servicios
Por sus vías corren trenes de carga de la empresa Ferroexpreso Pampeano.

## Ubicación e Infraestructura
Se encuentra a 40 km al oeste de la ciudad de Olavarría.
El edificio de la estación se encuentra en ruinas, solo es utilizable el andén.